# Lacklöpare
Lacklöpare (Pterostichus aterrimus) är en skalbaggsart som först beskrevs av Herbst 1784.  Lacklöpare ingår i släktet Pterostichus, och familjen jordlöpare. Enligt den finländska rödlistan är arten sårbar i Finland. Arten är reproducerande i Sverige. Artens livsmiljö är strandängar vid sötvatten.

## Bildgalleri

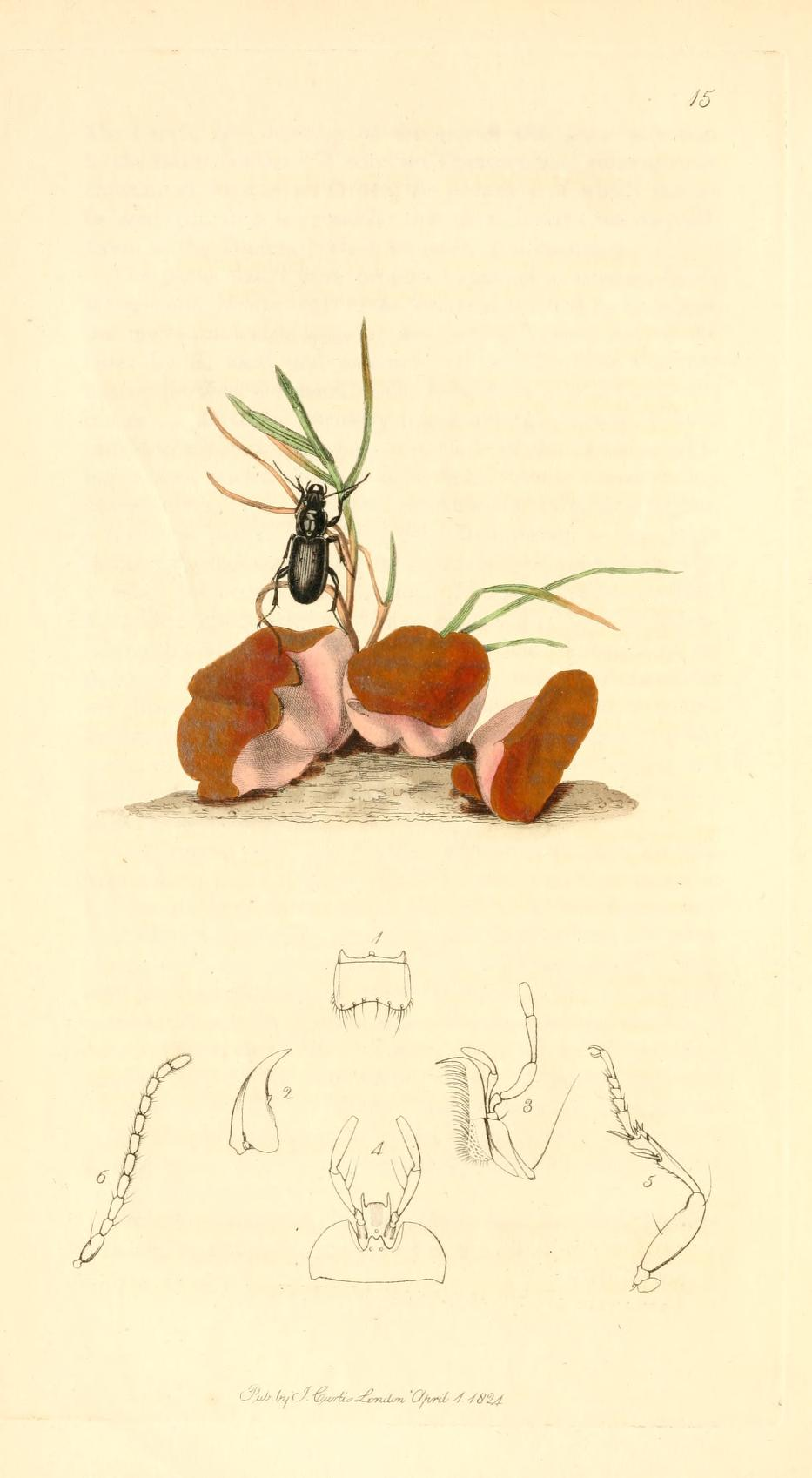
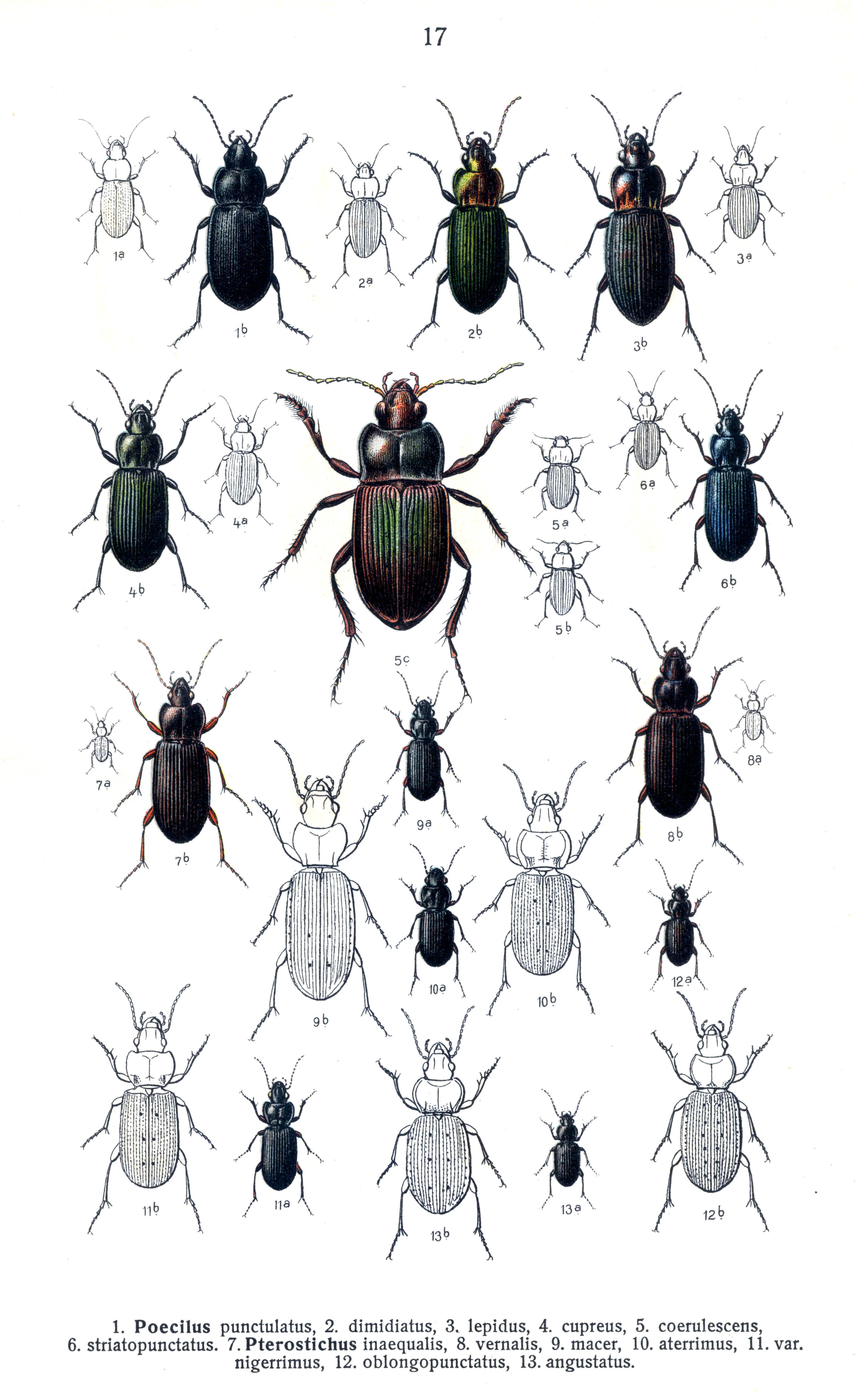
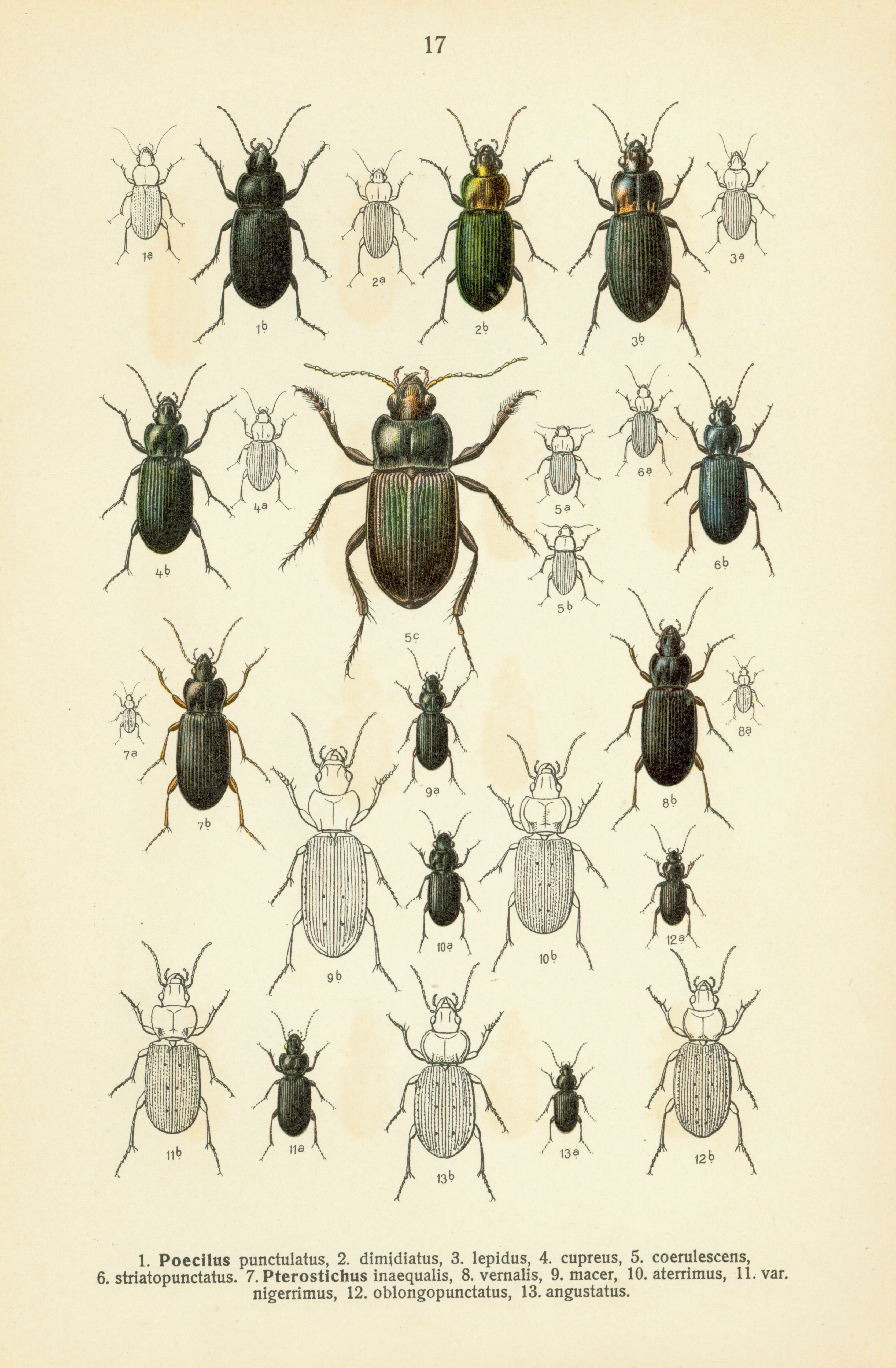